# Heteradelphia
Heteradelphia là chi thực vật có hoa trong họ Acanthaceae.